# Bench (entreprise)
Pour les articles homonymes, voir Bench.
Bench Global Ltd., généralement nommé «Bench», est une marque britannique de vêtements vendue dans le monde entier[non neutre][source secondaire nécessaire]. La société a été fondée à Manchester, en Angleterre, et se spécialise dans le streetwear .

## Histoire
La marque a été fondée en 1989 à Manchester, en créant des T-shirts influencés par la mode du skateboard. En 2007, elle a été rachetée par le directeur financier Alan Horridge pour la société Americana pour 20 millions de livres sterling. Au fil des ans, Bench est devenue une marque mondiale de lifestyle. Elle vend des vêtements pour hommes et pour femmes, y compris des jeans, des pantalons, des sweats, des ceintures, des sacs, des jupes et des robes.
La société a nommé des administrateurs judiciaires en mai 2018.
Gordon Brothers a sécurisé la marque pour un développement continu
.[pas clair]
Apparel Brands Limited a obtenu la licence européenne pour relancer la zone européenne.
En janvier 2020, la société a annoncé que ses 24 magasins au Canada seraient fermés et qu'elle «se concentrerait davantage sur ses activités de commerce électronique ainsi que sur ses principaux clients de gros ».

## Chaîne d'approvisionnement
Bien que l'entreprise vende par l'intermédiaire de nombreux détaillants au Royaume-Uni, elle possède également ses propres magasins à Westfield Londres, Bluewater, Liverpool One, Glasgow, The Trafford Centre, Sheffield, Metro Centre, Portsmouth, Brighton, Leicester, Nottingham, Leeds, Bristol et un certain nombre de centres de marques de créateurs.
À l'échelle internationale, ils ont leurs propres magasins à Berlin, Dubaï, Cologne, Hambourg, Francfort, Iéna, Munich, Winnipeg, Edmonton, Calgary, Red Deer, Alberta, Saskatoon, Toronto, Kingston, Montréal, Ottawa, Kelowna et Vancouver .
Au Canada, Bench est vendu dans les magasins de la Baie d'Hudson.
En Croatie, Bench est vendu dans les magasins Kruna Mode (10 dans 4 villes différentes).